# Avni Akgün
Avni Akgün (* 1932 in Izmir) ist ein ehemaliger türkischer Leichtathlet in den Disziplinen Weitsprung und Dreisprung. Akgün war mit den Weiten 7,13 m und 7,35 m zweifacher türkischer Rekordhalter beim Weitsprung. Akgün nahm für die Türkei 1951 an den Mittelmeerspielen und 1952 an Olympischen Sommerspielen teil.